# Sara Netanjahu

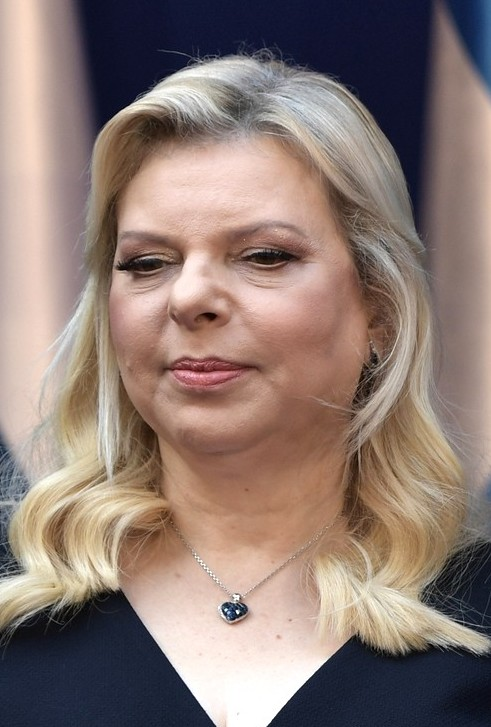
Sara Netanjahu (2020)

Sara Netanjahu (hebräisch שרה נתניהו englisch Sara Netanyahu; * 5. November 1958 in Kirjat Tiw’on, Israel, als Sara Ben-Artzi; hebräisch שרה בן ארצי) ist eine israelische Psychologin und Pädagogin. Sie ist die Ehefrau des mehrmaligen israelischen Ministerpräsidenten Benjamin Netanjahu.

## Frühes Leben
Sara Ben-Artzi wurde in der Nähe von Haifa geboren. Ihr Vater, Shmuel Ben-Artzi, war ein in Polen geborener israelisch-jüdischer Pädagoge, Autor, Dichter und Bibelwissenschaftler, der 2011 im Alter von 96 Jahren starb. Ihre Mutter, Chava (geb. Paritzky; 1922–2003), stammte in sechster Generation aus Jerusalem. Sie hat drei Brüder, die alle Gewinner des Israelischen Bibelquizwettbewerbs waren: Matanya Ben-Artzi, Professor für Mathematik, Hagai Ben-Artzi, Professor für Bibelwissenschaften und Judaistik, und Amatzia Ben-Artzi, Technologieunternehmer. Sara absolvierte die Greenberg High School in ihrem Heimatort Kirjat Tiw’on.

## Laufbahn
Später arbeitete sie als Reporterin für Maariv LaNoar, eine Wochenzeitschrift für israelische Teenager. Bei den israelischen Streitkräften war sie psychologisch-technische Gutachterin in der Abteilung für Verhaltenswissenschaften des Militärgeheimdienstes Aman. Sie erhielt 1984 einen Bachelor in Psychologie an der Universität Tel Aviv und schloss 1996 ein Master-Studium an der Hebräischen Universität Jerusalem ab.
Netanyahu arbeitete als psychologisch-technische Gutachterin für begabte Kinder am Institute for Promoting Youth Creativity and Excellence und in einem Rehabilitationszentrum des israelischen Arbeitsministeriums. Sie arbeitete auch als Flugbegleiterin bei El Al.
Als First Lady führte Netanjahu den Vorsitz bei Yad b'Yad, einer Hilfsorganisation für missbrauchte Kinder, und bei Tza'ad Kadima für Kinder mit cerebraler Lähmung. Im Jahr 2001 begann sie, als Schulpsychologin im psychologischen Dienst der Stadtverwaltung von Jerusalem zu arbeiten.

## Persönliches
Netanjahu heiratete Doron Neuberger im Jahr 1980. Das Paar ließ sich 1987 scheiden.
Im Jahr 1991 heiratete sie Benjamin Netanyahu als dessen dritte Ehefrau, einen Likud-Politiker, welcher im Mai 1996 erstmals Ministerpräsident Israels wurde. Sie haben zwei Söhne, Yair und Avner. Ihr Sohn Avner gewann 2010 das nationale Bibelquiz und belegte den dritten Platz beim Internationalen Bibelquiz.

## Kontroversen und Anklagen
Sara Netanjahu hat viel Aufmerksamkeit in den nationalen Medien erhalten, meist in negativem Ton und mit Schwerpunkt auf angeblich schlechten zwischenmenschlichen Beziehungen. Sie gewann eine Verleumdungsklage gegen den Schocken-Verlag und 2002 eine Verleumdungsklage gegen die Lokalzeitung Kol Ha'ir, nachdem zwei unbegründete Berichte über sie in der Klatschspalte der Zeitung veröffentlicht worden waren. 2008 berichtete ein Fernsehsender, dass sie, als sie während des Libanonkriegs 2006 mit ihrem Ehemann zu einem diplomatischen Treffen nach London reiste, eine große Summe Geld für Luxusartikel ausgab, die von einem Spender in London bezahlt wurden. Daraufhin reichte Netanjahu eine Verleumdungsklage gegen den Sender ein. Da ihre Reise nicht von der Ethikkommission der Knesset genehmigt worden war, wurde ihr Ehemann von der Kommission informiert.
Im Januar 2010 verklagte die Haushälterin der Familie Netanjahu Sara Netanjahu vor einem Arbeitsgericht wegen vorenthaltener Löhne, schlechter Arbeitsbedingungen und Beschimpfungen. Im März 2014 wurde Netanjahu von einem anderen Haushälter und ehemaligen Leibwächter der Familie verklagt, weil sie sich ihm gegenüber ausfällig verhalten haben soll. Im Februar 2016 entschied das Arbeitsgericht Jerusalem zugunsten des Klägers Meni Naftali, der behauptete, Sara Netanjahu habe ein feindseliges Arbeitsumfeld geschaffen, und sprach ihm Schadensersatz in Höhe von 170.000 Schekel zu. Zu den Urteilsgründen zählten überzogene Forderungen, Beleidigungen, Demütigungen und Wutausbrüche gegenüber den Angestellten. Die Mitarbeiter mussten auch lange und ungewöhnliche Arbeitszeiten leisten.
Im Jahr 2015 wurde bekannt, dass sie Gerichte bei Gourmetköchen bestellt und der Regierung fast 100.000 US-Dollar dafür in Rechnung gestellt hatte, obwohl das Büro des Premierministers bereits einen Koch beschäftigte, wofür sie zwei Jahre später angeklagt wurde. Am 16. Juni 2019 unterzeichnete Netanjahu einen Vergleich und wurde wegen Missbrauchs staatlicher Mittel verurteilt, wobei der schwerwiegendere Vorwurf des Betrugs fallen gelassen wurde. Sie wurde zu einer Zahlung von 55.000 Schekel (15.275 US-Dollar) an den Staat verurteilt.
Bei einem Besuch einer portugiesischen Gedenkstätte für die Opfer der Inquisition erklärte Netanjahu, dass auch ihre Familie einer Inquisition ausgesetzt sei.